# Al King
Al King (eigentlich Alvin K. Smith, * 8. August 1926 in Monroe (Louisiana); † 21. Januar 1999 in Oakland, Kalifornien) war ein US-amerikanischer Singer-Songwriter des West Coast Blues.

## Leben und Wirken
Smith begann seine Karriere als Musiker in den Nachkriegsjahren in der San Francisco Bay Area; 1951 entstanden erste Aufnahmen in Los Angeles für das Label Hollywood Records (Homesick Blues). Zwei Jahre später nahm er erneut mit einer Vokalgruppe, den Savoys für das Label Combo auf. 1954 entstanden weitere Aufnahmen in Oakland für Music City, 1957 für Irma Records unter der Bandbezeichnung Alvin Smith and The Angels  und Ende des Jahrzehnts Duette mit der Sängerin Nettie für die Label Christy und Art-Tone.
Unter dem Pseudonym Al King nahm er 1964 für das Atlantic-Sublabel Shirley auf. Er schrieb außerdem in den folgenden Jahren mehrere Bluessongs, in denen er u. a. auch familiäre Themen verarbeitete, wie in Think Twice Before You Speak, Everybody Ain't Your Friend und Don't Put Off For Tomorrow, das er für Sahara aufnahm. Think Twice Before You Speak wurde sein einziger Hit (#36) in den amerikanischen R&B-Charts. Außerdem coverte er eine Reihe von Lowell Fulson Songs wie Reconsider Baby (1964) und Blue Shadows. Seine Plattenaufnahmen entstanden zwischen 1964 und 1968 für die lokalen Label Shirley (On My Way, #SH-117), Flag und Sahara, ab 1968 auch für Modern und Kent Records, produziert von Maxwell Davis. Zu seinen Begleitmusikern gehörte der Gitarrist Johnny Heartsman. Nach zwei letzten, ebenfalls von Maxwell produzierten Singles für das Label Ronn, die 1970 erschienen, setzte Al King seine Karriere auf lokaler Ebene fort; er trat im Raum Oakland in Clubs und auf Festivals auf. 

King starb Anfang 1999 an den Folgen einer Blutvergiftung.

## Diskographische Hinweise

### Singles
| A-Seite                      | B-Seite                    | Label           | Nummer    | Jahr der Veröffentlichung |
| ---------------------------- | -------------------------- | --------------- | --------- | ------------------------- |
| Reconsider Baby              | On My Way                  | Shirley Records | SH-117    | 1964                      |
| Playing On Me                | Don't Put Off for Tomorrow | Sahara          | 116       | 1966                      |
| Think Twice Before You Speak | The Winner                 | Sahara          | 111       | 1966                      |
| My Money Ain't Long Enough   | Blue Shadows               | Sahara          | 113       | 1966                      |
| My Name Is Misery            | Better to Be By Yourself   | Modern          | 5xM 1046  | 1967                      |
| Ain't Givin' Up Nothing      | The Thrill Is Gone         | Kent            | K 498     | 1968                      |
| Get Lost                     | Without a Warning          | Modern          | 45xM 1051 | 1968                      |
| I Can't Understand           | What You're Looking For    | Ronn            | R 38      | 1968                      |
| The World Needs Love         | It's Getting Late          | Kent            | K 509     | 1969                      |
| High Cost Of Living          | Nosey Neighbors            | Ronn            | RONN 42   | 1970                      |
| Everybody Ain't Your Friend  | This Thing Called Love     | Sahara          | 114       | ?                         |

### Kompilationen
- On My Way (Diving Duck Records, ed. 1983)
- Blues Master: The Complete Sahara & Shirley Recordings (Forevermore Music & Records, ed. 1996)
- It's Rough Out Here (ed. 1998)
- Al King & Arthur Adams: Together – The Complete Kent and Modern Recordings (Ace, ed. 2010)

## Lexikalischer Eintrag
- Robert Ford: A Blues Bibliography. Routledge Music Bibliographies, 2008, Seite 577
- Encyclopedia of the Blues,  herausgegeben von Edward Komara. Routledge, 2006